# 李之茂
李之茂（？—17世紀），字南居，號洙冲，山東萊州府掖縣人，明朝、南明政治人物。

## 生平
李之茂是萬曆三十一年（1603年）癸卯科山東鄉試舉，四十四年（1616年）的進士，吏部觀政，獲授河間知縣，丁憂歸。四十七年轉調河南太康，天啓元年本省同考，四年入朝擔任禮部主客司主事，五年降補永平府儒學教授，六年升國子監學正，本年升户部河南司主事，昌平管粮，崇祯二年歷升戶部郎中，三年遷官西安知府，五年升陝西神木副使，多次平定盜寇。他和溫體仁不合，崇祯八年改官河南驛傳道右參政，調往湖廣後歸鄉。
弘光帝繼位，起用李之茂為工科給事中；南京失守，他住在小屋不響應清朝徵召，直到去世。

## 家族
曾祖李孟和。祖父李東藩，寿官。父李焕然，生员。

## 引用
1. 1 2  錢海岳《南明史·卷三十三·列傳第九》：（李）之茂，字南居，掖縣人。萬曆四十四年進士。授河間知縣，調太康，入為禮部主事、戶部郎中，累遷西安知府、神木副使，多方拒寇。
2. ↑  《萬曆四十四年丙辰科進士履歷》：李之茂，洙冲，诗四房，丁亥十二月二十四日生。萊州卫籍掖县人，乡五十六，会三百四十五，三甲三十名。吏部政，授河间知县，丁憂，己未除河南太康县，辛酉本省同考，甲子升礼部主客司主事，乙丑補永平府授，丙寅升学正，本年升户部河南司主事，昌平管粮，己巳升员外，升郎中，庚午升西安知府，壬申升陕西付使，乙亥升河南右參政。
3. ↑  錢海岳《南明史·卷三十三·列傳第九》：與溫體仁忤，改河南驛傳，調湖廣歸。安宗立，起工科給事中。南京亡，坐臥小室，迭召不出卒。